# سليمان الحوات الشفشاوني
أبو الربيع سليمان بن عبد الله الحوات الشفواني (1747–1816) كان مؤرخًا وكاتب سيرة وشاعرًا مغربيًا.

## الفهرس
أعمال سليمان الحوات:
- ثمرات أنسي في الرطف بنفسي ، المغرب : مركز الدراسات والأبحاث الأندلسية، 1996. (يغطي هذا الكتاب الطويل، والذي يتناول حياة المؤلف وعائلته، بما في ذلك إخوة والده الأربعة.)
- عن آل بني سودة المري (من فاس(: الروضة المقصودة والحلال الممدود في مآثر بني سودة (مجلدان)، الدار البيضاء، 1994
- رسالة شاملة عن آل الدلعيون: البدير الضوية في تعريف بالسادات أهل الزاوية الدلاعية
- السر الظاهر في من أحرازة بفض الشرف البحر من عقب الشيخ عبد القادر (فاس)